# HD7546
HD7546 — хімічно пекулярна зоря спектрального класу B8, що має видиму зоряну величину в смузі V приблизно  6,6.
Вона  розташована на відстані близько 811,3 світлових років від Сонця.

## Пекулярний хімічний вміст
Зоряна атмосфера HD7546 має підвищений вміст 
Si
.